# Usbekische Eishockeyliga
Die Usbekische Eishockeyliga (UIHC) wird vom Usbekischen Eishockeyverband ausgerichtet. Erster Meister wurde 2019 Semurg Taschkent.

## Saison 2013
Die Liga wurde ursprünglich 2012 gegründet. Teilnehmer waren vier Clubs aus Taschkent: Bars, Binokor, Bely Medvedi und Akuly. Am 21. Januar 2013 fand das erste Spiel statt. Nach vier Spielen wurde die Saison jedoch abgebrochen.

### Spiele
| 21. Januar 2013  | Bars Taschkent - Binokor Taschkent         | 5-4    |
| 22. Januar 2013  | Bely Medvedi Taschkent - Akuly Taschkent   | 6-5    |
| 23. Januar 2013  | Binokor Taschkent - Bely Medvedi Taschkent | 6-4    |
| 23. Februar 2013 | Akuly Taschkent - Bars Taschkent           | 4-5 SO |

## Saison 2019
2019 wurde die Liga neu aufgebaut. Erneut nahmen vier Mannschaften aus Taschkent an der Liga teil:
- Binokor Taschkent
- Humo Taschkent
- HK Taschkent
- Semurg Taschkent

Die Liga startete am 8. Februar 2019. Am 22. März starteten die Play-offs, das letzte Finale fand am 16. April statt. Ein Teil der Spiele fand in der am 15. März 2019 eröffneten Humo Arena statt, die 12.500 Zuschauer fasst.

### Hauptrunde
| Pl. | Club              | Sp. | S | OTS | OTN | N | Tore  | Pkt. |
| --- | ----------------- | --- | - | --- | --- | - | ----- | ---- |
| 1.  | Humo Taschkent    | 12  | 6 | 1   | 1   | 4 | 51:40 | 21   |
| 2.  | Binokor Taschkent | 12  | 5 | 0   | 4   | 3 | 49:45 | 19   |
| 3.  | HK Taschkent      | 12  | 3 | 3   | 1   | 5 | 34:41 | 16   |
| 4.  | Semurg Taschkent  | 12  | 4 | 2   | 0   | 6 | 41:49 | 16   |

### Play-offs
| Humo Taschkent - Semurg Taschkent | 2–3 | 2:6 | 5:4 | 2:6 | 5:2 | 1:4 |
| Binokor Taschkent – HK Taschkent  | 3–0 | 5:1 | 2:1 | 4:3 |     |     |

| Binokor Taschkent - Semurg Taschkent | 2–3 | 5:2 | 4:5 OT | 2:5 | 5:2 | 1:4 |